# Râul Slivna
Râul Slivna este un curs de apă, afluent al râului Chineja. 